# Puchar Narodów Afryki 2017 (kwalifikacje)
W eliminacjach do Pucharu Narodów Afryki 2017 wzięły udział 52 afrykańskie reprezentacje państwowe. W kwalifikacjach uczestniczyła reprezentacja Gabonu, która posiadała pewne miejsce w fazie grupowej jako gospodarz turnieju Puchar Narodów Afryki 2017. Z tej przyczyny jej mecze były traktowane jako spotkania towarzyskie.

## Zasady
Losowanie kwalifikacji odbyło się 8 kwietnia 2015 roku w Kairze.
Ze względu na wycofanie się Maroka z organizacji pucharu w 2015, Maroko było pierwotnie wykluczone przez CAF z turniejów w 2017 i 2019 roku. Jednak zakaz został anulowany przez Trybunał Arbitrażowy do spraw Sportu, co oznacza, że Maroko weźmie udział w eliminacjach.

## Uczestnicy
Lista reprezentacji biorąca udział w kwalifikacjach
| Koszyk nr 1 | Koszyk nr 2 | Koszyk nr 3 | Koszyk nr 4 |
| --- | --- | --- | --- |
| 1. Wybrzeże Kości Słoniowej (56 pkt) 2. Ghana (52 pkt) 3. Tunezja (35,5 pkt) 4. Burkina Faso (34 pkt) 5. Mali (34 pkt) 6. Nigeria (33,5 pkt) 7. Algieria (32 pkt) 8. Zambia (31 pkt) 9. Republika Zielonego Przylądka (29,5 pkt) 10. Demokratyczna Republika Konga (28 pkt) 11. Gwinea (26 pkt) 12. Senegal (24 pkt) 13. Kamerun (23,5 pkt) | 1. Południowa Afryka (23,5 pkt) 2. Gabon (23 pkt) 3. Kongo (22 pkt) 4. Gwinea Równikowa (19 pkt) 5. Angola (17 pkt) 6. Etiopia (15 pkt) 7. Togo (14,5 pkt) 8. Maroko (14 pkt) 9. Niger (13 pkt) 10. Egipt (12,5 pkt) 11. Uganda (12,5 pkt) 12. Malawi (12 pkt) 13. Sudan (11,5 pkt) 14. Mozambik (11 pkt) | 1. Botswana (11 pkt) 2. Libia (9,5 pkt) 3. Sierra Leone (9 pkt) 4. Lesotho (6 pkt) 5. Kenia (6 pkt) 6. Benin (5,5 pkt) 7. Rwanda (5,5 pkt) 8. Tanzania (5,5 pkt) 9. Republika Środkowoafrykańska (5,5 pkt) 10. Zambia (5 pkt) 11. Liberia (4,5 pkt) 12. Gambia (4,5 pkt) 13. Namibia (4 pkt) | 1. Gwinea Bissau (3,5 pkt) 2. Sierra Leone (3 pkt) 3. Burundi (3 pkt) 4. Mauretania (2,5 pkt) 5. Czad (2,5 pkt) 6. Madagaskar (2,5 pkt) 7. Wyspy Świętego Tomasza i Książęca (2 pkt) 8. Komory (1,5 pkt) 9. Suazi (1,5 pkt) 10. Sudan Południowy (1 pkt) 11. Mauritius (0,5 pkt) 12. Dżibuti (0 pkt) |

W eliminacjach nie brały udziału reprezentacje  Erytrea i  Somalia,

## Terminarz rozgrywek
| Kolejka   | Data               |
| --------- | ------------------ |
| 1 Kolejka | 12–14 czerwca 2015 |
| 2 Kolejka | 4–6 września 2015  |
| 3 Kolejka | 23–26 Marca 2016   |
| 4 Kolejka | 26–29 marca 2016   |
| 5 Kolejka | 3–5 czerwca 2016   |
| 6 Kolejka | 2–4 września 2016  |

## Faza grupowa
Do Pucharu Narodów Afryki 2017 zakwalifikowali się zwycięzcy grup, oraz dwa najlepsze zespoły z drugich miejsc.
Legenda:
- Msc. – miejsce,
- M – liczba rozegranych meczów,
- W – mecze wygrane,
- R – mecze zremisowane,
- P – mecze przegrane,
- Br+ – bramki zdobyte,
- Br- – bramki stracone,
- Pkt. – punkty (3 za zwycięstwo, 1 za remis, 0 za porażkę)

Po rozegraniu wszystkich meczów grupowych do turnieju finałowego awansuje zwycięzca każdej grupy i dwie drużyny, które zajęły 2. miejsca i zdobyły najwięcej punktów. W przypadku gdy dwie lub więcej drużyn uzyskają tę samą liczbę punktów, o awansie decydują kolejno kryteria określone przez CAF:
Gdy dokładnie dwie drużyny mają tyle samo punktów, o awansie decyduje:
1. Liczba punktów zdobytych przez drużyny w bezpośrednich spotkaniach między nimi;
2. Bilans bramek obu drużyn w meczach między zainteresowanymi zespołami;
3. Liczba bramek drużyn w bezpośrednich starciach;
4. Bilans bramek obu drużyn we wszystkich spotkaniach grupowych;
5. Liczba strzelonych bramek we wszystkich meczach w grupie;
6. Losowanie

Gdy więcej niż dwie drużyny mają tyle samo punktów, o awansie decyduje:
1. Liczba punktów zdobytych przez drużyny w bezpośrednich meczach rozegranych między nimi;
2. Bilans bramek drużyn z uwzględnieniem meczów, które rozegrały one między sobą;
3. Liczba zdobytych bramek przez drużyny w spotkaniach między nimi;
4. Liczba bramek strzelonych w meczach wyjazdowych rozegranych między nimi;
5. Jeżeli po rozpatrzeniu punktów 1-4 dwie drużyny ciągle zajmują ex-aequo jedno miejsce, punkty 1) do 4) rozpatruje się ponownie dla tych dwóch drużyn, aby ostatecznie ustalić ich pozycje w grupie. Jeśli ta procedura nie wyłoni zwycięzcy, stosuje się po kolei punkty od 6 do 9;
6. Bilans bramek obu drużyn, z uwzględnieniem wszystkich meczów w grupie;
7. Liczba strzelonych bramek we wszystkich meczach w grupie;
8. Liczba bramek strzelonych we wszystkich meczach wyjazdowych;
9. Losowanie

### Grupa A
| Msc. | Zespół  | M | W | R | P | Br+ | Br- | +/- | Pkt |
| ---- | ------- | - | - | - | - | --- | --- | --- | --- |
| 1    | Tunezja | 6 | 4 | 1 | 1 | 16  | 3   | +13 | 13  |
| 2    | Togo    | 6 | 3 | 2 | 1 | 11  | 4   | +7  | 11  |
| 3    | Liberia | 6 | 3 | 1 | 2 | 11  | 8   | +3  | 10  |
| 4    | Dżibuti | 6 | 0 | 0 | 6 | 1   | 24  | -23 | 0   |

### Grupa B
| Msc. | Zespół                        | M | W | R | P | Br+ | Br- | +/- | Pkt |
| ---- | ----------------------------- | - | - | - | - | --- | --- | --- | --- |
| 1    | Demokratyczna Republika Konga | 6 | 5 | 0 | 1 | 16  | 6   | +10 | 15  |
| 2    | Republika Środkowoafrykańska  | 6 | 3 | 1 | 2 | 9   | 11  | -2  | 10  |
| 3    | Angola                        | 6 | 1 | 2 | 3 | 7   | 8   | -1  | 5   |
| 4    | Madagaskar                    | 6 | 0 | 3 | 3 | 5   | 12  | -7  | 3   |

### Grupa C
| Msc. | Zespół           | M | W | R | P | Br+ | Br- | +/- | Pkt |
| ---- | ---------------- | - | - | - | - | --- | --- | --- | --- |
| 1    | Mali             | 6 | 5 | 1 | 0 | 13  | 3   | +10 | 16  |
| 2    | Benin            | 6 | 3 | 2 | 1 | 12  | 10  | +2  | 11  |
| 3    | Gwinea Równikowa | 6 | 1 | 1 | 4 | 6   | 6   | 0   | 4   |
| 4    | Sudan Południowy | 6 | 1 | 0 | 5 | 3   | 15  | -12 | 3   |

### Grupa D
| Msc. | Zespół       | M | W | R | P | Br+ | Br- | +/- | Pkt |
| ---- | ------------ | - | - | - | - | --- | --- | --- | --- |
| 1    | Burkina Faso | 6 | 4 | 1 | 1 | 6   | 2   | +4  | 13  |
| 2    | Uganda       | 6 | 4 | 1 | 1 | 6   | 2   | +4  | 13  |
| 3    | Botswana     | 6 | 2 | 0 | 4 | 5   | 8   | -3  | 6   |
| 4    | Komory       | 6 | 1 | 0 | 5 | 2   | 7   | -5  | 3   |

### Grupa E
| Msc. | Zespół        | M | W | R | P | Br+ | Br- | +/- | Pkt |
| ---- | ------------- | - | - | - | - | --- | --- | --- | --- |
| 1    | Gwinea Bissau | 6 | 3 | 1 | 2 | 7   | 7   | 0   | 10  |
| 2    | Kongo         | 6 | 2 | 3 | 1 | 9   | 7   | +2  | 9   |
| 3    | Zambia        | 6 | 1 | 4 | 1 | 7   | 7   | 0   | 7   |
| 4    | Kenia         | 6 | 1 | 2 | 3 | 5   | 7   | -2  | 5   |

### Grupa F
| Msc. | Zespół                            | M | W | R | P | Br+ | Br- | +/- | Pkt |
| ---- | --------------------------------- | - | - | - | - | --- | --- | --- | --- |
| 1    | Maroko                            | 6 | 5 | 1 | 0 | 10  | 1   | +9  | 16  |
| 2    | Republika Zielonego Przylądka     | 6 | 3 | 0 | 3 | 11  | 6   | +5  | 9   |
| 3    | Libia                             | 6 | 2 | 1 | 3 | 8   | 6   | +2  | 7   |
| 4    | Wyspy Świętego Tomasza i Książęca | 6 | 1 | 0 | 5 | 4   | 19  | -15 | 3   |

### Grupa G
| Msc. | Zespół   | M | W | R | P | Br+ | Br- | +/- | Pkt |
| ---- | -------- | - | - | - | - | --- | --- | --- | --- |
| 1    | Egipt    | 4 | 3 | 1 | 0 | 7   | 1   | +6  | 10  |
| 2    | Nigeria  | 4 | 1 | 2 | 1 | 2   | 2   | 0   | 5   |
| 3    | Tanzania | 4 | 0 | 1 | 3 | 0   | 6   | -6  | 1   |
| 4    | Czad     | 0 | 0 | 0 | 0 | 0   | 0   | 0   | 0   |

 Czad wycofał się w trakcie kwalifikacji, w związku z tym wszystkie mecze tej drużyny zostały unieważnione.

### Grupa H
| Msc. | Zespół    | M | W | R | P | Br+ | Br- | +/- | Pkt |
| ---- | --------- | - | - | - | - | --- | --- | --- | --- |
| 1    | Ghana     | 6 | 4 | 2 | 0 | 14  | 3   | +11 | 14  |
| 2    | Rwanda    | 6 | 2 | 1 | 3 | 9   | 6   | +3  | 7   |
| 3    | Mozambik  | 6 | 2 | 1 | 3 | 5   | 7   | -2  | 7   |
| 4    | Mauritius | 6 | 2 | 0 | 4 | 3   | 15  | -12 | 6   |

### Grupa I
| Msc. | Zespół                   | M | W | R | P | Br+ | Br- | +/- | Pkt |
| ---- | ------------------------ | - | - | - | - | --- | --- | --- | --- |
| 1    | Wybrzeże Kości Słoniowej | 4 | 1 | 3 | 0 | 3   | 2   | +1  | 6   |
| 2    | Sierra Leone             | 4 | 1 | 2 | 1 | 2   | 2   | 0   | 5   |
| 3    | Sudan                    | 4 | 1 | 1 | 2 | 2   | 3   | -1  | 4   |

 Gabon również znajduje się w tej grupie i będzie grać przeciwko pozostałych trzem drużynom tej grupy. Jednak te mecze będą rozpatrywane tylko jako towarzyskie i nie będą się liczyć do klasyfikacji.

### Grupa J
| Msc. | Zespół   | M | W | R | P | Br+ | Br- | +/- | Pkt |
| ---- | -------- | - | - | - | - | --- | --- | --- | --- |
| 1    | Algieria | 6 | 5 | 1 | 0 | 25  | 5   | +20 | 16  |
| 2    | Etiopia  | 6 | 3 | 2 | 1 | 11  | 14  | -3  | 11  |
| 3    | Seszele  | 6 | 1 | 1 | 4 | 5   | 11  | -6  | 4   |
| 4    | Lesotho  | 6 | 1 | 0 | 5 | 5   | 16  | -11 | 3   |

### Grupa K
| Msc. | Zespół  | M | W | R | P | Br+ | Br- | +/- | Pkt |
| ---- | ------- | - | - | - | - | --- | --- | --- | --- |
| 1    | Senegal | 6 | 6 | 0 | 0 | 13  | 2   | +11 | 18  |
| 2    | Burundi | 6 | 2 | 1 | 3 | 7   | 9   | -2  | 7   |
| 3    | Namibia | 6 | 2 | 0 | 4 | 5   | 9   | -4  | 6   |
| 4    | Niger   | 6 | 1 | 1 | 4 | 2   | 7   | -5  | 4   |

### Grupa L
| Msc. | Zespół   | M | W | R | P | Br+ | Br- | +/- | Pkt |
| ---- | -------- | - | - | - | - | --- | --- | --- | --- |
| 1    | Zimbabwe | 6 | 3 | 2 | 1 | 11  | 4   | +7  | 11  |
| 2    | Suazi    | 6 | 2 | 2 | 2 | 6   | 9   | -3  | 8   |
| 3    | Gwinea   | 6 | 2 | 2 | 2 | 5   | 5   | 0   | 8   |
| 4    | Malawi   | 6 | 1 | 2 | 3 | 5   | 9   | -4  | 5   |

### Grupa M
| Msc. | Zespół            | M | W | R | P | Br+ | Br- | +/- | Pkt |
| ---- | ----------------- | - | - | - | - | --- | --- | --- | --- |
| 1    | Kamerun           | 6 | 4 | 2 | 0 | 7   | 2   | +5  | 14  |
| 2    | Mauretania        | 6 | 2 | 2 | 2 | 6   | 5   | +1  | 8   |
| 3    | Południowa Afryka | 6 | 1 | 4 | 1 | 8   | 6   | +2  | 7   |
| 4    | Gambia            | 6 | 0 | 2 | 4 | 1   | 9   | -8  | 2   |

### Tabela drugich miejsc
| Grupa | Zespół                        | M | W | R | P | G+ | G- | +/- | Pkt |
| ----- | ----------------------------- | - | - | - | - | -- | -- | --- | --- |
| D     | Uganda                        |   | 4 | 1 | 1 | 6  | 2  | +4  | 13  |
| A     | Togo                          |   | 3 | 2 | 1 | 11 | 4  | +7  | 11  |
| C     | Benin                         |   | 3 | 2 | 1 | 12 | 10 | +2  | 11  |
| J     | Etiopia                       |   | 3 | 2 | 1 | 11 | 14 | -3  | 11  |
| B     | Republika Środkowoafrykańska  |   | 3 | 1 | 2 | 9  | 11 | -2  | 10  |
| F     | Republika Zielonego Przylądka |   | 3 | 0 | 3 | 11 | 6  | +5  | 9   |
| E     | Kongo                         |   | 2 | 3 | 1 | 9  | 7  | +2  | 9   |
| M     | Mauretania                    |   | 2 | 2 | 2 | 6  | 5  | +1  | 8   |
| L     | Suazi                         |   | 2 | 2 | 2 | 6  | 9  | -3  | 8   |
| H     | Rwanda                        |   | 2 | 1 | 3 | 9  | 6  | +3  | 7   |
| K     | Burundi                       |   | 2 | 1 | 3 | 7  | 9  | -2  | 7   |
| G     | Nigeria                       |   | 1 | 2 | 1 | 2  | 2  | 0   | 5   |
| I     | Sierra Leone                  |   | 1 | 2 | 1 | 2  | 2  | 0   | 5   |

## Strzelcy
7 goli
- El Arbi Hillel Soudani

6 goli
- Getaneh Kebede

5 goli
- Stéphane Sessègnon
- Fiston Abdul Razak
- Férébory Doré
- William Jebor

4 gole
- Islam Slimani
- Mohamed Salah
- Youssef El-Arabi

3 gole

- Gelson
- Cédric Bakambu
- Zézinho
- Mohamed Zubya
- Abdoulay Diaby
- Bessam Ahmed
- Apson Manjate
- Thamsanqa Gabuza
- Ernest Sugira
- Sadio Mané
- Yassine Chikhaoui
- Khama Billiat
- Knowledge Musona

2 gole

- Sofiane Feghouli
- Faouzi Ghoulam
- Riyad Mahrez
- Saphir Taïder
- Joel Mogorosi
- Jonathan Bolingi
- Jordan Botaka
- Joël Kimwaki
- Firmin Ndombe Mubele
- Paul-José M’Poku
- Saladin Said
- André Ayew
- Jordan Ayew
- Christian Atsu
- Asamoah Gyan
- Emilio Nsue
- Vincent Aboubakar
- Jordan Massengo
- Prince Oniangué
- Anthony Laffor
- Moussa Doumbia
- Modibo Maïga
- Mustapha Yatabaré
- Chiukepo Msowoya
- Nabil Dirar
- Gerald Phiri Jr.
- Domingues
- Peter Shalulile
- Keagan Dolly
- Hlompho Kekana
- Eloge Enza-Yamissi
- Vianney Mabidé
- Djaniny
- Nuno Rocha
- Jacques Tuyisenge
- Mame Biram Diouf
- Dine Suzette
- Nkosingphile Tsabedze
- Komlan Agbégniadan
- Kodjo Laba
- Saber Khelifa
- Taha Yassine Khenissi
- Collins Mbesuma
- Winston Kalengo
- Cuthbert Malajila

1 gol

- Nabil Bentaleb
- Yassine Benzia
- Ryad Boudebouz
- Yacine Brahimi
- Rachid Ghezzal
- Aïssa Mandi
- Gilberto
- Fredy
- Dolly Menga
- Pana
- Khaled Adenon
- Jordan Adéoti
- David Djigla
- Jodel Dossou
- Frédéric Gounongbe
- Razak Omotoyossi
- Mickaël Poté
- Boitumelo Mafoko
- Onkabetse Makgantai
- Galabgwe Moyana
- Aristide Bancé
- Banou Diawara
- Préjuce Nakoulma
- Jonathan Pitroipa
- Alain Traoré
- Jonathan Zongo
- Pierre Kwizera
- Faty Papy
- Yannick Bolasie
- Neeskens Kebano
- Meschak Elia
- Nadjim Haroun
- Mohamed Liban
- Kahraba
- Basem Morsy
- Ramy Hisham Rabia
- Ramadan Sobhi
- Dawit Fekadu
- Gatoch Panom
- Siyoum Tesfaye
- Mustapha Carayol
- David Accam
- Frank Acheampong
- John Boye
- Wakaso Mubarak
- Jeff Schlupp
- Samuel Tetteh
- François Kamano
- Guy-Michel Landel
- Idrissa Sylla
- Ibrahima Traoré
- Mohamed Yattara
- Idrissa Camará
- Cícero
- Eridson
- Arnaud Mendy
- Toni Silva
- Carlos Akapo
- Iban Iyanga
- Josete Miranda
- Iván Zarandona
- Karl Toko Ekambi
- Nicolas N’Koulou
- Benjamin Moukandjo
- Edgar Salli
- Sébastien Siani
- Ayub Masika
- Emmanuel Mayuka
- Eric Johana Omondi
- Michael Olunga
- Paul Were
- El Fardou Ben Nabouhane
- Mohamed M’Changama
- Francis Doe
- Gizzie Dorbor
- Sam Johnson
- Mark Paye
- Sunny Jane
- Tumelo Khutlang
- Ralekoti Mokhahlane
- Bokang Mothoana
- Jane Thabantšo
- Osama Abdusalam
- Faisal Saleh Al Badri
- Ali Musrati
- Fouad Al Triki
- Sanad Al Warfali
- Carolus Andriamahitsinoro
- Faneva Imà Andriatsima
- Baggio Rakotonomenjanahary
- Pascal Razakanantenaina
- Jeannot Vombola
- John Banda
- Salif Coulibaly
- Moussa Marega
- Adama Traoré
- Molla Wagué
- Nordin Amrabat
- Aziz Bouhaddouz
- Omar El Kaddouri
- Hakim Ziyech
- Aly Abeid
- Boubacar Bagili
- Diallo Guidileye
- Fabien Pithia
- Francis Rasoloforinina
- Andy Sophie
- Deon Hotto
- Benson Shilongo
- Hendrik Somaeb
- Victorien Adebayor
- Souleymane Dela Sacko
- Oghenekaro Etebo
- Kelechi Iheanacho
- Boki
- Junior Gourrier
- Salif Keita
- Moussa Limane
- Tokelo Rantie
- Babanco
- Ricardo Jorge Pires Gomes
- Odaïr Fortes
- Kay
- Ryan Mendes
- Garry Mendes Rodrigues
- Júlio Tavares
- Muhadjiri Hakizimana
- Jean Mugiraneza
- Dominique Savio Nshuti
- Fitina Omborenga
- Mohamed Diamé
- Famara Diédhiou
- Baldé Keita
- Pape Moussa Konaté
- Cheikhou Kouyaté
- Baye Oumar Niasse
- Pape Souaré
- Nelson Laurence
- Gervais Waye-Hive
- Kemson Fofanah
- Alhaji Kamara
- Felix Badenhorst
- Sifiso Mabila
- Limbikani Mzava
- Sabelo Ndzinisa
- Ramadan Alagab
- Mohamed Tahir
- Peter Chol
- Atak Lual
- Bruno Sebit
- Emmanuel Adebayor
- Serge Akakpo
- Sadat Ouro-Akoriko
- Floyd Ayité
- Jonathan Ayité
- Vincent Bossou
- Mathieu Dossevi
- Fakhreddine Ben Youssef
- Maher Hannachi
- Hamdi Harbaoui
- Wahbi Khazri
- Hamza Lahmar
- Youssef Msakni
- Ferjani Sassi
- Naïm Sliti
- Yoann Touzghar
- Khalid Aucho
- Luwagga Kizito
- Geofrey Massa
- Tony Mawejje
- Farouk Miya
- Brian Umony
- Gervinho
- Max Gradel
- Jonathan Kodjia
- Faduley Baía
- Lacet
- Luís Leal
- Rainford Kalaba
- Chris Katongo
- Costa Nhamoinesu
- Evans Rusike

Bramki samobójcze
- Ahmed El Trbi dla Wysp Świętego Tomasza i Książęcej
- Njabulo Ndlovu dla Zimbabwe
- Jemal Tassew dla Seszeli